# Katja Kankaanpää
Katja Kankaanpää, nata Katja Kalliokoski (Seinäjoki, 30 giugno 1981), è una lottatrice di arti marziali miste finlandese.
Combatte nella divisione dei pesi paglia per l'organizzazione statunitense Invicta FC, nella quale è stata la campionessa di categoria nel 2014 e la prima campionessa europea nella storia della promozione.
In precedenza ha lottato anche in Cage Warriors.

## Caratteristiche tecniche
Il primo approccio di Katja Kankaanpää con gli sport da combattimento fu all'età di 15 anni con il Karate; successivamente si perfezionò come grappler dedicandosi principalmente a submission wrestling e BJJ: nelle MMA fa difatti gran uso delle sue tecniche lottatorie per i takedown e delle sue abilità nel top control e nelle sottomissioni, ma ha a repertorio anche una kickboxing dinamica nell'accorciare le distanze dall'avversario.

## Carriera nelle arti marziali miste

### Inizi
Il debutto di Katja Kankaanpää nelle MMA professionistiche avvenne nel 2010 quando l'atleta era prossima ai 29 anni di età.
Nei primi due anni di carriera trascorsi lottando solamente in Finlandia Katja ottenne sei vittorie consecutive, compresi i successi sulle veterane Karla Benitez e Mei Yamaguchi, ed un pareggio contro la top fighter Simona Soukupova.
Il 31 dicembre 2012 esordì nell'importante promozione britannica Cage Warriors dove in un catchweight a 120 libbre sconfisse la forte irlandese Aisling Daly.

### Invicta Fighting Championships
Già considerata una dei pesi paglia più forti del mondo, Katja viene ingaggiata dall'ambiziosa promozione statunitense Invicta FC la quale annoverava nel proprio roster le migliori lottatrici della categoria.
Esordisce nell'aprile del 2013 con l'evento Invicta FC 5: Penne vs. Waterson dove sconfigge ai punti la brasiliana Juliana Carneiro Lima (record: 5-0).
In dicembre affronta una delle atleti più forti della divisione, ovvero la thaiboxer scozzese Joanne Calderwood: Katja subisce la prima sconfitta della propria carriera perdendo ai punti con i giudici di gara che assegnarono due round su tre all'avversaria.
A quel punto Invicta FC finì in una fase di stallo e non organizzò più eventi per un anno, e così nel 2014 Katja Kankaanpää tornò a combattere in un evento in Finlandia dove sconfisse per sottomissione la grappler ucraina Alyona Rassohyna (record: 10-2).
Quell'anno l'Invicta FC perse buona parte del roster dei pesi paglia in quanto le atlete ricevettero la chiamata dalla prestigiosa UFC per andare a comporre il cast della stagione The Ultimate Fighter 20 del reality show The Ultimate Fighter, tra queste anche la campionessa in carica Carla Esparza la quale lasciò il titolo vacante, e così proprio Katja Kankaanpää e la debuttante Stephanie Eggink (record: 4-1) vennero scelte come contendenti per il titolo.
Nell'incontro Katja faticò contro la ostica rivale che mise più volte in apprensione la finlandese nelle fasi di grappling, e durante la quinta ed ultima ripresa una Kankaanpää chiaramente in svantaggio ai tabellini portò subito l'avversaria a terra e la sottomise con un elaborato d'arce choke, divenendo la nuova campionessa Invicta FC dei pesi paglia e la prima campionessa europea della promozione; a fine anno la vittoria le valse il riconoscimento Submission of the Year ai 2014 Women's Mixed Martial Arts Awards come miglior sottomissione dell'anno.
Nel gennaio 2015 firma un nuovo contratto con l'Invicta FC. Ad aprile affronta la brasiliana Livia Renata Souza nella sua prima difesa titolata; dopo aver dominato i primi tre round, venne intrappolata in uno strangolamento a triangolo che la costrinse alla resa e alla perdita del titolo.

### Risultati nelle arti marziali miste
| Risultato | Record | Avversario            | Metodo                                     | Evento                               | Data              | Round | Tempo | Città                        | Note                                       |
| --------- | ------ | --------------------- | ------------------------------------------ | ------------------------------------ | ----------------- | ----- | ----- | ---------------------------- | ------------------------------------------ |
| Sconfitta | 10-2-1 | Livia Renata Souza    | Sottomissione (strangolamento a triangolo) | Invicta FC 12: Kankaanpää vs. Souza  | 24 aprile 2015    | 4     | 3:58  | Kansas City, Stati Uniti     | Perde il titolo dei Pesi Paglia Invicta FC |
| Vittoria  | 10–1-1 | Stephanie Eggink      | Sottomissione (d'arce choke)               | Invicta FC 8: Waterson vs. Tamada    | 6 settembre 2014  | 5     | 2:03  | Kansas City, MO, Stati Uniti | Vince il titolo dei Pesi Paglia Invicta FC |
| Vittoria  | 9–1-1  | Alyona Rassohyna      | Sottomissione (armbar)                     | Lappeenranta Fight Night 10          | 17 maggio 2014    | 2     | 0:49  | Lappeenranta, Finlandia      |                                            |
| Sconfitta | 8–1-1  | Joanne Calderwood     | Decisione (unanime)                        | Invicta FC 7: Honchak vs. Smith      | 7 dicembre 2013   | 3     | 5:00  | Kansas City, MO, Stati Uniti |                                            |
| Vittoria  | 8–0-1  | Juliana Lima          | Decisione (unanime)                        | Invicta FC 5: Penne vs. Waterson     | 5 aprile 2013     | 3     | 5:00  | Kansas City, MO, Stati Uniti | Debutto in Invicta FC                      |
| Vittoria  | 7–0-1  | Aisling Daly          | Decisione (unanime)                        | Cage Warriors 51                     | 31 dicembre 2012  | 3     | 5:00  | Dublino, Irlanda             |                                            |
| Parità    | 6–0-1  | Simona Soukupova      | Parità (non unanime)                       | BP 12                                | 14 settembre 2012 | 3     | 5:00  | Seinäjoki, Finlandia         |                                            |
| Vittoria  | 6–0    | Mei Yamaguchi         | Decisione (unanime)                        | BP 11: Kankaanpää vs. Yamaguchi      | 23 marzo 2012     | 3     | 5:00  | Seinäjoki, Finlandia         |                                            |
| Vittoria  | 5–0    | Karla Benitez         | Decisione (unanime)                        | Cage 16: 1st Defense                 | 8 ottobre 2011    | 2     | 5:00  | Espoo, Finlandia             |                                            |
| Vittoria  | 4–0    | Ekaterina Tarnavskaja | Sottomissione (rear naked choke)           | Cage 15: Powered by Reezig           | 29 aprile 2011    | 1     | 2:12  | Espoo, Finlandia             |                                            |
| Vittoria  | 3–0    | Niina Aaltonen        | Sottomissione (d'arce choke)               | BP 9: Animal Factory                 | 9 ottobre 2010    | 2     | 2:12  | Vaasa, Finlandia             |                                            |
| Vittoria  | 2–0    | Dalia Grakulskyte     | KO Tecnico (pugni)                         | BP Fight Night 2: Rumble in Amarillo | 17 aprile 2010    | 1     | 2:13  | Vaasa, Finlandia             |                                            |
| Vittoria  | 1–0    | Paulina Suska         | Decisione (unanime)                        | Oulu Fight 2                         | 27 marzo 2010     | 2     | 5:00  | Oulu, Finlandia              |                                            |